# Farnay
Farnay est une commune française située dans le département de la Loire en région Auvergne-Rhône-Alpes.

## Géographie
Farnay domine la vallée du Gier sur l’un des premiers contreforts du Pilat entre la vallée du Gier et la vallée d'Egarande.
La commune est située à 24 km de Saint-Étienne et à 45 km de Lyon.
La superficie de la commune est de 7,93 km2 ; son altitude varie de 315  à   792 mètres.
| Lorette             | Rive-de-Gier | Châteauneuf           |
|                     | Farnay       |                       |
| Saint-Paul-en-Jarez |              | Sainte-Croix-en-Jarez |

### Voies de communication et de transport

#### Transports en commun
La commune est desservi par 2 lignes du réseau STAS :
- La ligne 49 qui assure la liaison entre la commune et La Grand-Croix;
- La ligne 57 qui assure la liaison entre la commune et Rive-de-Gier.

### Climat
Pour des articles plus généraux, voir Climat d'Auvergne-Rhône-Alpes et Climat de la Loire.
En 2010, le climat de la commune est de type climat océanique altéré, selon une étude du Centre national de la recherche scientifique s'appuyant sur une série de données couvrant la période 1971-2000. En 2020, Météo-France publie une typologie des climats de la France métropolitaine dans laquelle la commune est exposée à un climat de montagne ou de marges de montagne et est dans la région climatique Nord-est du Massif Central, caractérisée par une pluviométrie annuelle de 800 à 1 200 mm, bien répartie dans l’année.
Pour la période 1971-2000, la température annuelle moyenne est de 11 °C, avec une amplitude thermique annuelle de 17,3 °C. Le cumul annuel moyen de précipitations est de 768 mm, avec 8,6 jours de précipitations en janvier et 6,5 jours en juillet. Pour la période 1991-2020, la température moyenne annuelle observée sur la station météorologique de Météo-France la plus proche, « St-chamond-p », sur la commune de Saint-Chamond à 7 km à vol d'oiseau, est de 12,5 °C et le cumul annuel moyen de précipitations est de 681,9 mm,. Pour l'avenir, les paramètres climatiques de la commune estimés pour 2050 selon différents scénarios d'émission de gaz à effet de serre sont consultables sur un site dédié publié par Météo-France en novembre 2022.

## Urbanisme

### Typologie
Au 1er janvier 2024, Farnay est catégorisée ceinture urbaine, selon la nouvelle grille communale de densité à sept niveaux définie par l'Insee en 2022.
Elle appartient à l'unité urbaine de Saint-Étienne, une agglomération inter-départementale regroupant 32  communes, dont elle est une commune de la banlieue,,. Par ailleurs la commune fait partie de l'aire d'attraction de Saint-Étienne, dont elle est une commune de la couronne,. Cette aire, qui regroupe 105 communes, est catégorisée dans les aires de 200 000 à moins de 700 000 habitants,.

### Occupation des sols
L'occupation des sols de la commune, telle qu'elle ressort de la base de données européenne d’occupation biophysique des sols Corine Land Cover (CLC), est marquée par l'importance des territoires agricoles (47,2 % en 2018), en diminution par rapport à 1990 (49,7 %). La répartition détaillée en 2018 est la suivante : 
forêts (33,8 %), prairies (33,3 %), zones agricoles hétérogènes (13,9 %), zones urbanisées (10,9 %), milieux à végétation arbustive et/ou herbacée (8 %). L'évolution de l’occupation des sols de la commune et de ses infrastructures peut être observée sur les différentes représentations cartographiques du territoire : la carte de Cassini (XVIIIe siècle), la carte d'état-major (1820-1866) et les cartes ou photos aériennes de l'IGN pour la période actuelle (1950 à aujourd'hui).

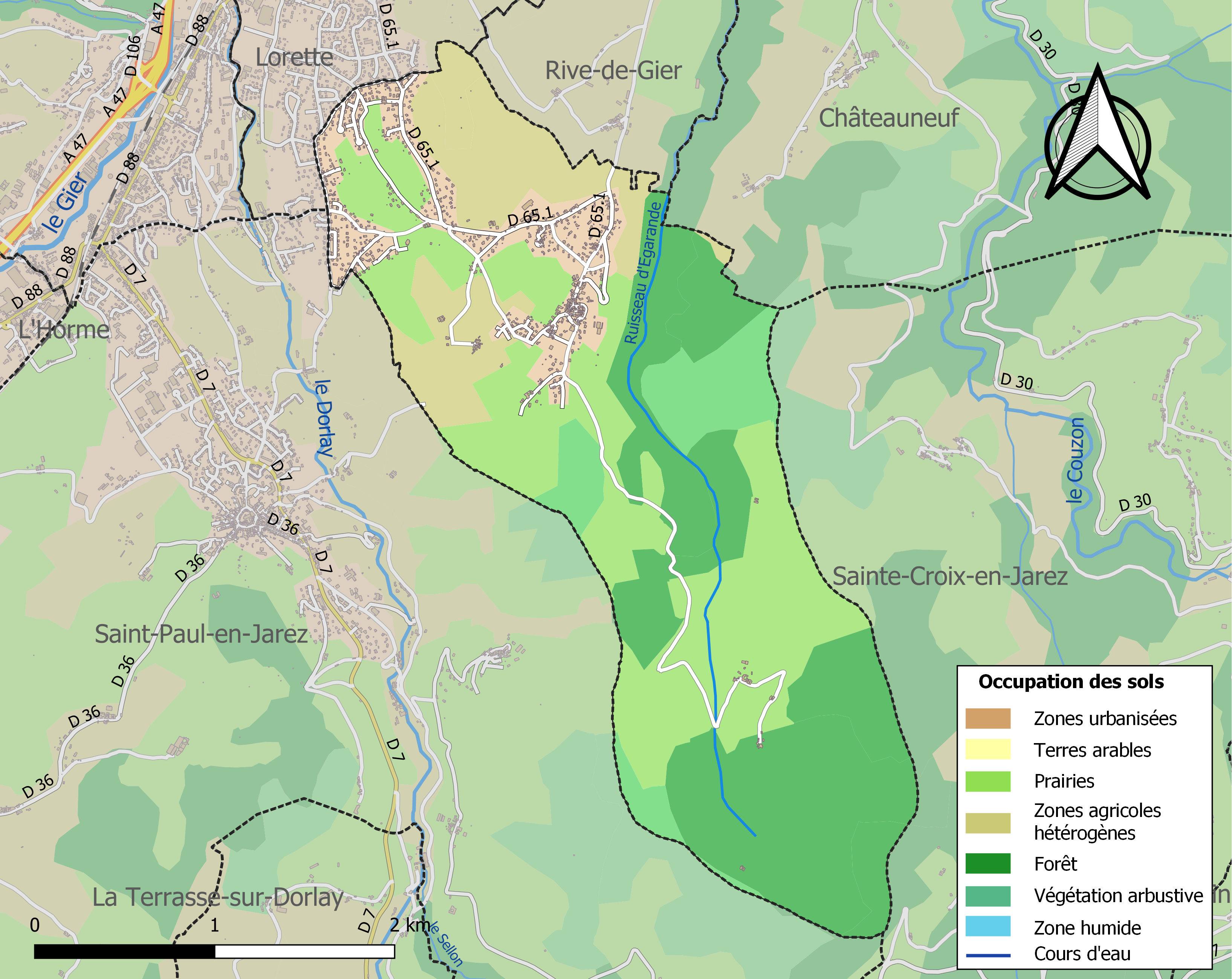
Carte des infrastructures et de l'occupation des sols de la commune en 2018 (CLC).

## Histoire
Étymologie : Farnai (1173), de Farrouacum, du nom d'homme latin Farro + suffixe -acum.
1173 : une partie du Jarez et de la vallée du Gier cédée par le comte de Forez à l'Église de Lyon.
En 1691, les habitants construisent, à leurs frais, une maison à leur vicaire ; elle ne deviendra qu'en 1731 sa résidence habituelle. Une pittoresque querelle de clochers s'ensuivit qui ne trouva sa conclusion qu'en 1790, lorsque l'administration détacha Farnay de Saint-Paul.
En 1847, l'administration enlève à la commune une partie de son territoire, le hameau du Reclus, qui avec une partie des communes de Genilac, Rive-de-Gier et Saint-Paul-en-Jarez, forme la nouvelle commune de Lorette (perte de 594 habitants).

## Politique et administration
Le maire sortant ne s'est pas représenté aux élections municipales de 2014. Jean-Alain Barrier remporte les élections avec 55,69 % des voix, battant Jean-Paul Peyrard. Le taux de participation est de 76,59 %.
| Période                                  | Période   | Identité           | Étiquette | Qualité              |
| ---------------------------------------- | --------- | ------------------ | --------- | -------------------- |
| Les données manquantes sont à compléter. |           |                    |           |                      |
| mars 1983                                | mars 2001 | André Fond         |           | agriculteur retraité |
| mars 2001                                | mars 2014 | Gérard Couturier   | PR        |                      |
| mars 2014                                | En cours  | Jean-Alain Barrier | DVG       |                      |

## Démographie
L'évolution du nombre d'habitants est connue à travers les recensements de la population effectués dans la commune depuis 1793. Pour les communes de moins de 10 000 habitants, une enquête de recensement portant sur toute la population est réalisée tous les cinq ans, les populations de référence des années intermédiaires étant quant à elles estimées par interpolation ou extrapolation. Pour la commune, le premier recensement exhaustif entrant dans le cadre du nouveau dispositif a été réalisé en 2005.

En 2022, la commune comptait 1 358 habitants, en évolution de −3,89 % par rapport à 2016 (Loire : +1,32 %, France hors Mayotte : +2,11 %).
| 1793 | 1800 | 1806 | 1821 | 1831 | 1836 | 1841  | 1846  | 1851 |
| ---- | ---- | ---- | ---- | ---- | ---- | ----- | ----- | ---- |
| 372  | 374  | 507  | 525  | 725  | 782  | 1 013 | 1 084 | 514  |

| 1856 | 1861 | 1866 | 1872 | 1876 | 1881 | 1886 | 1891 | 1896 |
| ---- | ---- | ---- | ---- | ---- | ---- | ---- | ---- | ---- |
| 507  | 499  | 546  | 500  | 519  | 490  | 492  | 494  | 476  |

| 1901 | 1906 | 1911 | 1921 | 1926 | 1931 | 1936 | 1946 | 1954 |
| ---- | ---- | ---- | ---- | ---- | ---- | ---- | ---- | ---- |
| 493  | 467  | 456  | 385  | 380  | 403  | 367  | 323  | 311  |

| 1962 | 1968 | 1975 | 1982 | 1990 | 1999  | 2005  | 2006  | 2010  |
| ---- | ---- | ---- | ---- | ---- | ----- | ----- | ----- | ----- |
| 294  | 305  | 446  | 879  | 982  | 1 139 | 1 234 | 1 249 | 1 342 |

| 2015  | 2020  | 2022  | - | - | - | - | - | - |
| ----- | ----- | ----- | - | - | - | - | - | - |
| 1 402 | 1 364 | 1 358 | - | - | - | - | - | - |

## Lieux et monuments
Une église avec de riches vitraux, un ancien pensionnat transformé maintenant en école maternelle et primaire.
- Église Saint-Eucher de Farnay.

## Personnalités liées à la commune
Cyril Dessel (né en 1974), maillot jaune du Tour de France 2006 (7e au classement final, 1er français).

## Fêtes et événements
Depuis 1994, le comité des fêtes organise le 1er mai, la fête "à la découverte de l'âne".
La municipalité de Farnay, avec 5 autres communes ligériennes, organise la Dictée en Fête, le second samedi de mars. 
Les communes sont : 
- Lorette,
- Saint-Paul-en-Jarez,
- La Grand-Croix,
- Cellieu,
- L'Horme,
- Farnay.